# Hugo Valentin (Politiker)
Hugo Valentin (* 28. April 1938 in Abtei) ist ein Südtiroler Politiker.

## Leben
Valentin studierte Agrarwissenschaften in Wien und Florenz und absolvierte Praktika in Skandinavien. Beruflich war er anschließend in der öffentlichen Verwaltung und bei Tierzuchtorganisationen tätig, von 1985 bis 1989 wirkte er als Präsident der Europäischen Vereinigung der Fleckviehzüchter. Daneben engagierte er sich im Istitut Ladin „Micurá de Rü“, dem er einige Zeit auch als Vorsitzender vorstand.
1978 wurde er als ladinischer Kandidat der Südtiroler Volkspartei erstmals in den Südtiroler Landtag und damit gleichzeitig den Regionalrat Trentino-Südtirol gewählt, denen er für drei Legislaturperioden bis 1993 angehörte. Aufgrund besonderer gesetzlicher Bestimmungen war er zudem zweimal Mitglied der Südtiroler Landesregierung. Nach der damals geltenden Gesetzeslage musste die Landesregierung in jedem Fall die ethnische Zusammensetzung des Landtags widerspiegeln, die Wahl eines ladinischen Landesrats war somit erst möglich (und verpflichtend), sobald zwei ladinische Landtagsabgeordnete ein Mandat innehatten. Das erste Mal trat dieser Fall 1983 mit der Wahl Alexander Langers in den Landtag ein. Bereits 1981 hatte Langer sich aus Protest gegen die namentliche Sprachgruppenzugehörigkeitserklärung offensichtlich falsch als Ladiner erklärt, wodurch er nun unwillentlich einen Sitz in der Landesregierung für die ladinische Sprachgruppe erwirkte, den die Regierungsparteien Hugo Valentin überantworteten. Valentin übernahm in den Jahren von 1984 bis 1989 im Kabinett Magnago VI diverse die öffentliche Verwaltung, Bauarbeiten und die ladinische Sprachgruppe betreffende Kompetenzen. Ein zweites Mal wurde er 1993 in die Landesregierung gewählt. Damals hatte das Nachrücken Martin Flatschers einen ladinischen Landesrat ermöglicht. Valentin betreute im Kabinett Durnwalder I kurzfristig von November 1993 bis zum Antritt der neuen Landesregierung im Februar 1994 erneut ein die ladinische Sprachgruppe betreffendes Ressort und schied anschließend aus der aktiven Politik aus.